# Mecometopus purus
Mecometopus purus là một loài bọ cánh cứng trong họ Cerambycidae.